# Beraku
 (décembre 2020).
Si vous disposez d'ouvrages ou d'articles de référence ou si vous connaissez des sites web de qualité traitant du thème abordé ici, merci de compléter l'article en donnant les références utiles à sa vérifiabilité et en les liant à la section « Notes et références ».
Le beraku est une langue bongo-bagirmi éteinte du Tchad. Les locuteurs sont passés à l'arabe tchadien ou à diverses langues kotoko.